# Фотосенситивная эпилепсия
Фотосенситивная эпилепсия (англ. photosensitive epilepsy, PSE, светочувствительная эпилепсия) — наиболее частая форма рефлекторной эпилепсии, с приступами, вызываемыми зрительной стимуляцией в виде мигающих (или мерцающих) вспышек света, регулярных паттернов, или изменение цвета. В регулярные паттерны включают контраст тёмных и светлых цветов, например (но не только) геометрических паттернов (полосок, клеточек), а также зрительные образы перемещающихся или вращающихся конструкций (перила, эскалаторы, поезда, лопасти ветряных турбин). Изображения со вспышками, с яркостью более 20 кд/м2 и с частотой 3-60 (особенно 15-20) Гц, занимающими не менее 10-25% поля зрения, представляют опасность для больного, как и вспышки красного цвета или колеблющиеся полосы. Важно подчеркнуть, что такого рода стимулы могут дезориентировать или вызывать дискомфорт и у людей без эпилепсии. Приступы, вызванные зрительной стимуляцией, могут присутствовать и наряду со спонтанными приступами эпилепсии. 
Впервые описана неврологом Уильямом Говерсом в 1881 году. Говерс сообщал о случаях приступов, вызванных ярким светом. Распространённость этой формы эпилепсии около 1 случая на 4000 среди всех людей (и 5% среди людей с эпилептическими приступами).
Редкой формой фотосенситивной эпилепсии является синдром подсолнуха, в котором приступы происходят при размахивании руками перед источником света, что создаёт стробоскопический эффект. При исследовании первых задокументированных случаев считалось, что приступы у людей с этим синдромом являются самоиндуцированными, однако в дальнейшем исследователи пришли к выводу, что размахивание руками может быть частью припадка, а не механизмом, вызывающим приступ.

## Лечение и профилактика
Прием противоэпилептических препаратов является наиболее распространённым способом лечения, снижающим риск возникновения приступов; а в случае, когда человек уже подвергся воздействию триггера, закрытие одного из глаз рукой является простой мерой, снижающей эффект светочувствительности. Исследователи называют следующие нефармакологические методы профилактики и лечения светочувствительных приступов: контроль стимулов (включая избегание провоцирующих стимулов и снижение контрастности изображения), ношение специальных линз или тёмных очков, меньшее потребление алкоголя и снижение числа случаев депривации сна; отдельно выделяют при этом факторы, влияющие на профилактику: просмотр контента на безопасном расстоянии (не менее двух метров от экрана), ограничение провоцирующих факторов, таких как длительный просмотр телевизора или игра в видеоигры, а также распознавание визуальных симптомов или резких мышечных движений, чтобы отстраниться от провоцирующего стимула. 

## Регуляция контента

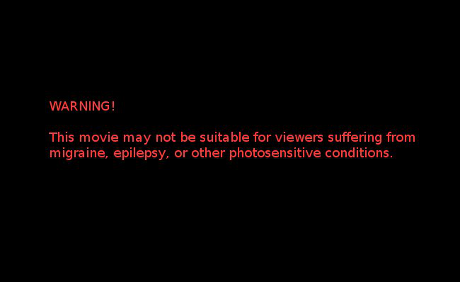
Пример предупреждающей надписи в фильме с контентом, который может спровоцировать приступ.

В период между серединой 90-х годов и 2024 годом было создано пять основных (национальных или международных) руководств, призванных сделать контент (телепрограммы, видеоигры, интернет-сайты) более безопасным для людей с фотосенситивной эпилепсией: британское, японское, а также от организаций ISO, ITU и W3C.